# Zamek w Prószkowie
Zamek w Prószkowie – zabytkowy zamek w Prószkowie. 

## Opis
Renesansowe założenie wzniósł w roku 1563 właściciel Prószkowa, Georg von Proskau, najpewniej na miejscu wcześniej istniejącego założenia obronnego, wykorzystującego naturalne wzniesienie, opadające mocno w kierunku południowym i zachodnim. Zamek to kompleks o cechach palazzo in fortezza, murowany z cegły, trzykondygnacyjny, podpiwniczony, wzniesiony na planie czworoboku z prostokątnym dziedzińcem wewnętrznym, dwiema wieżami w elewacji frontowej i masywnymi, zaostrzonymi pawilonami w części tylnej, o cechach bastionowych. W kompleksie zachowały się częściowo renesansowe portale (w tym frontowy, z głównym wejściem między dwoma pliastrami podtrzymującymi półkolisty fronton typu fr. circulaire (półkolisty) zawierający tablicę erekcyjną z 1563 roku), z napisem w j. łac. :

Deo opt[imo] : max[imo] : auspice. Cum serenissimus Rom rex Maximilianus intra unius anni spacium tribus trium regnorum coronis insigniretur Georgius Proscovius a Proscau baro maiestatiillius a cubiculis qui his omnibus celebritatibus interfvit ab aulica vita ad otium sese referens hasce ædes extruere coepit anno Christi MDLXIII

Inne ozdobne elementy to barokowe dekoracje wnętrz (m.in. w kaplicy), na dziedzińcu sześcioboczna fontanna z XVIII w., na elewacjach zewnętrznych fragmenty renesansowych sgraffit (odkrytych w 1934 roku). Wokół zamku park krajobrazowy z przełomu XVIII i XIX wieku oraz relikty umocnień (m.in. basteja od strony ul. Młyńskiej). Nad portalem i oknami pierwszego piętra znajdują się kartusze zawierające herby Jerzego Krzysztofa II Proskowskiego (von Proskau, zm. 1701) i jego żony Marii von Thurn-Valsassina-Como-Vercelli (zm. 1687)

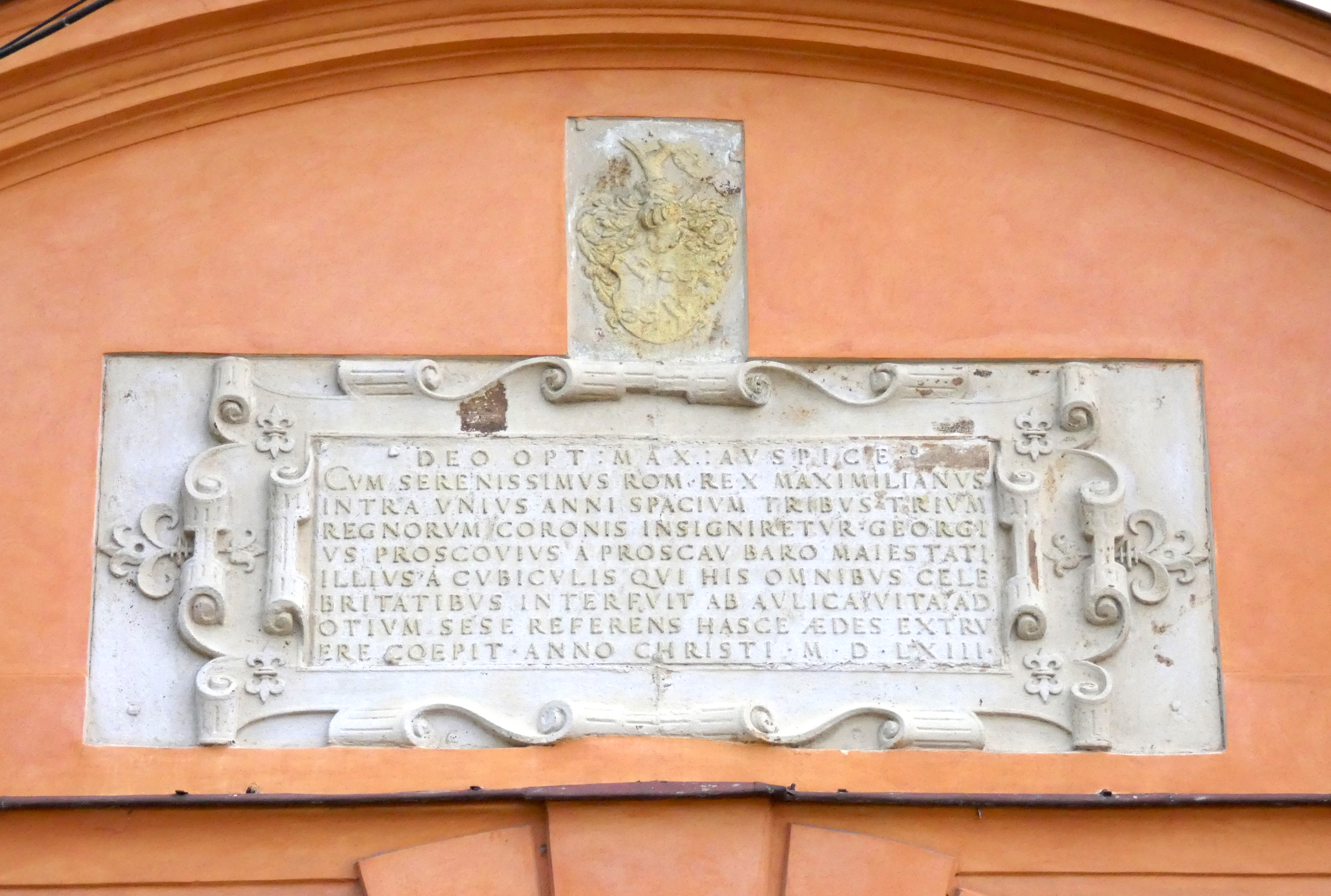
Tablica erekcyjna z herbem  von Proskau
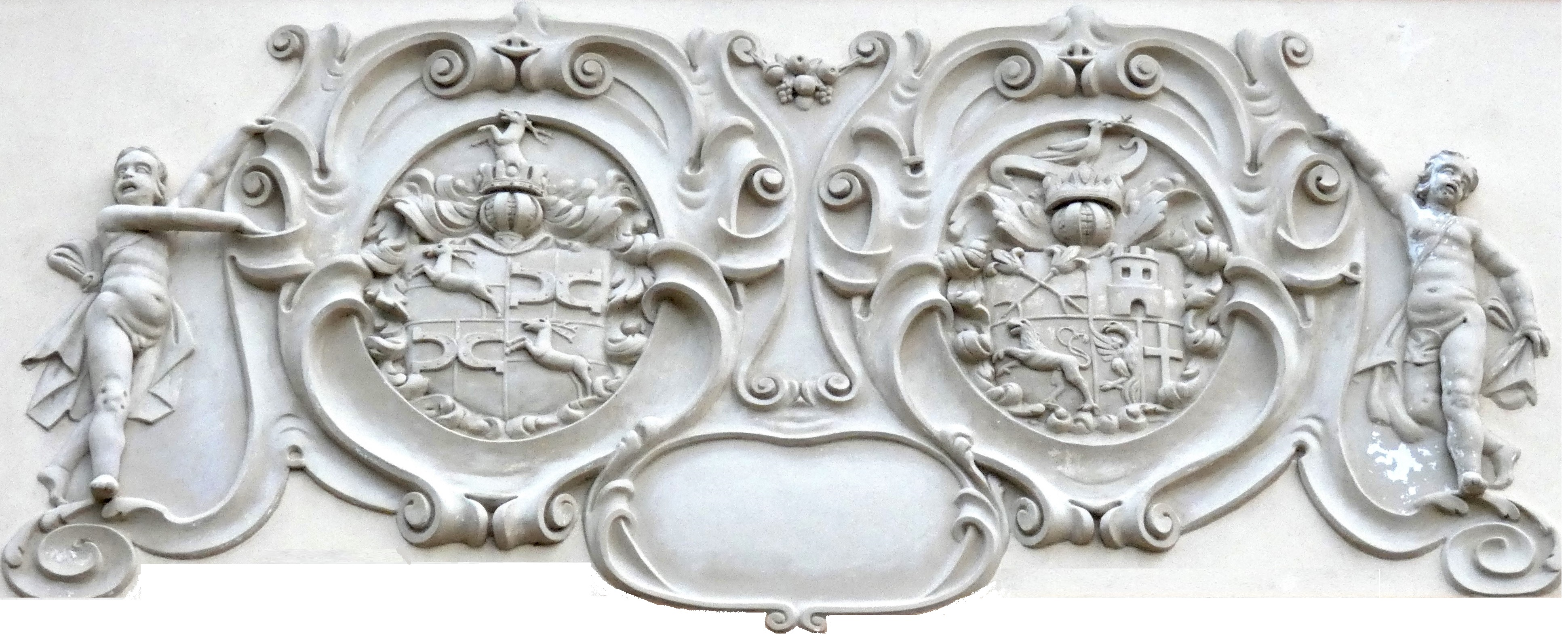
Kartusze z herbami
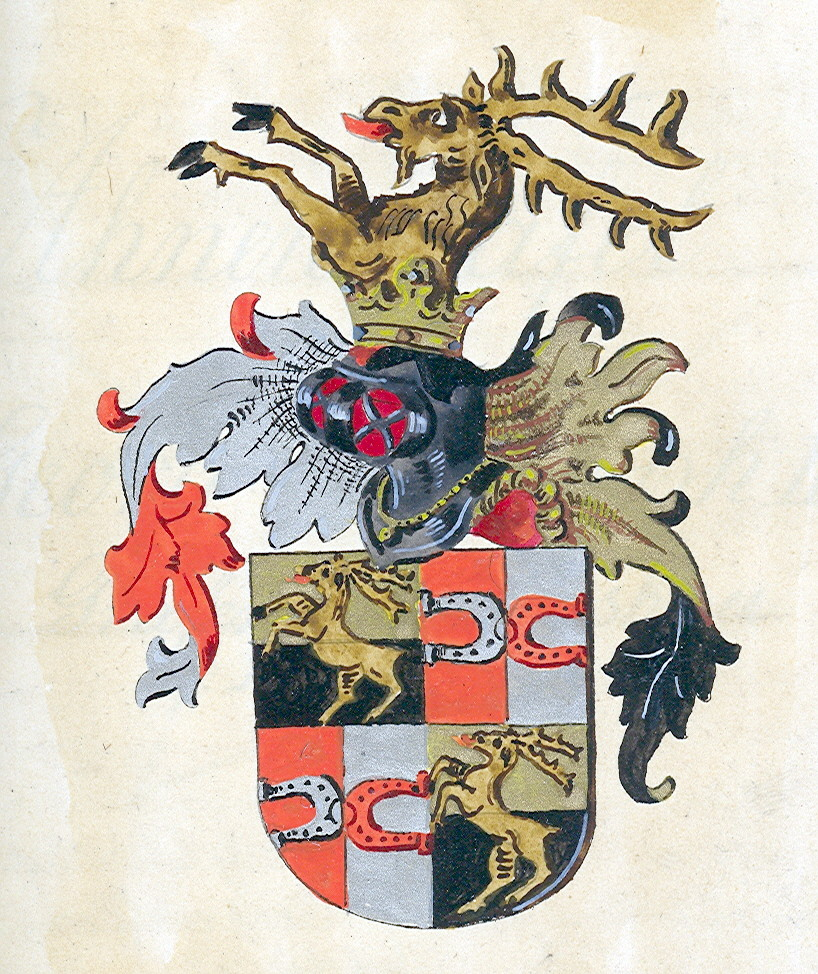
Herb  von Proskau
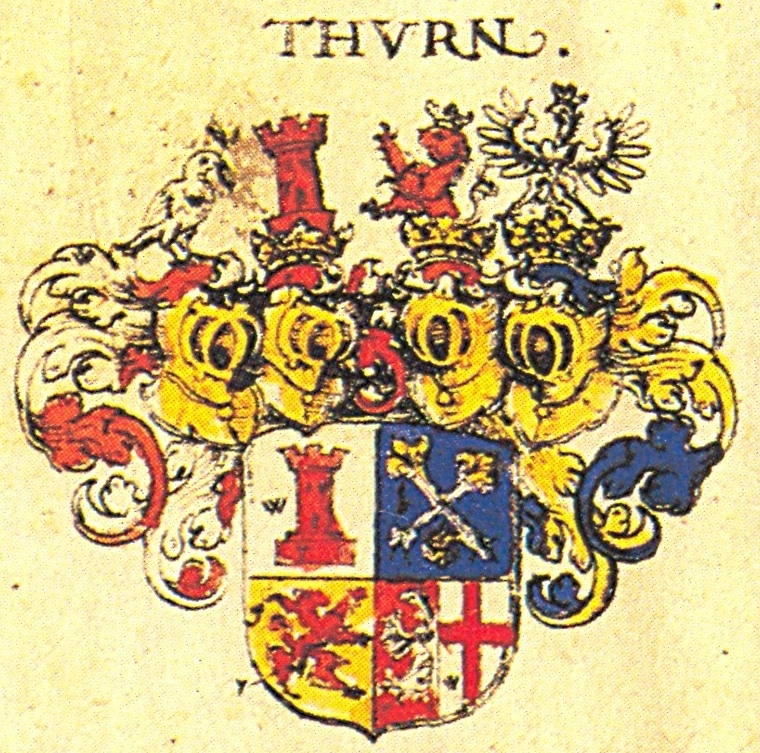
Herb von Thurn

Kompleks zrealizowano na planie prostokąta, z krużgankowym dziedzińcem (podobnie jak na zamku w Niemodlinie i Brzegu). Elewacje otrzymały sgraffitowe dekoracje (sceny alegoryczne, batalistyczne i mitologiczne, również postacie filozofów i sławnych mężów), w roku 1613 pałac został rozbudowany. W czasie wojny trzydziestoletniej, w roku 1644, Prószków i pałac zniszczyły oddziały szwedzkie. W latach 1677–83 Georg Christoph von Proskau odbudował założenie, w zgodzie z  barokowymi tendencjami. Pracami kierował architekt Giovanni Seregno, pochodzący z Toskanii, odpowiedzialny również za wzniesienie kościoła św. Jerzego w Prószkowie. Skrzydło frontowe otrzymało wtedy wieże w obecnym kształcie, zamurowano również krużganki, zachowano większość pierwotnych podziałów wnętrz, wokół pałacu powstały bastionowe umocnienia, zniwelowane w XIX wieku. 
W roku 1763 w północnej oficynie zamku Leopold von Proskau założył fabrykę fajansu. Po wygaśnięciu rodu w 1769 roku, dobra prószkowskie przeszły w posiadanie spowinowaconego z rodem dotychczasowych właścicieli, księcia Karola Maksymiliana von Dietrichstein. Następnie pałac został sprzedany w roku 1783 królowi pruskiemu Fryderykowi II za ⅓ miliona dukatów. W roku 1853 pałac strawił pożar, skutkiem czego fabryka fajansu została zamknięta, a wnętrza pałacu zaczął wykorzystywać Zakład Rolniczy przekształcony potem w Królewską Akademię Rolniczą. Od roku 1881 kompleks był zajmowany przez seminarium nauczycielskie, następnie szpital (od 1930 dla chorych umysłowo). Obecnie mieści się w nim Dom Pomocy Społecznej.